# 鲁绍兰·彼得
鲁绍兰·彼得（匈牙利語：Rusorán Péter，1940年4月11日—2012年2月14日），匈牙利男子水球运动员。他曾代表匈牙利参加1960年和1964年夏季奥林匹克运动会水球比赛，共获得一枚金牌和一枚铜牌。